# Quique Álvarez
Enrique Álvarez Sanjuán, genannt Quique Álvarez (* 20. Juli 1975 in Vigo) ist ein ehemaliger spanischer Fußballspieler.

## Spielerkarriere

### Die Anfänge
Der gebürtige Galicier Quqiue Álvarez stammt aus der Jugend des FC Barcelona. Anschließend spielte er für das C-, später für das B-Team. Auch für die A-Mannschaft der Katalanen kam er zum Einsatz, allerdings nur in einem einzigen Spiel während der Saison 1995/96. Er schaffte zwar den Durchbruch bei Barça nicht, doch seine Ausbildung dort verhalf ihm zum Sprung in den Profifußball, da Barça B Mitte der 90er Jahre zweitklassig spielte. Nach dem Abstieg seiner Mannschaft ging Quique Álvarez leihweise zum Ligarivalen CD Logroñés, wo er regelmäßig zum Einsatz kam. Der Schritt zu UE Lleida 1998 bedeutete gleichzeitig den Sprung von einem Abstiegskandidaten zu einem der Favoriten auf den Aufstieg. Auch wenn er bei Lleida fast alle Spiele bestritt und auch seine ersten beiden Profitore erzielte scheiterte Álvarez mit den Katalanen beide Male am Aufstieg.

### Villarreal und Recreativo
Im Sommer 2000 ging Quique Álvarez zum FC Villarreal, der im Vorjahr erstmals den Aufstieg in die erste spanische Liga erreichte. Es sollte die beste Zeit in seiner Karriere werden. Mit den Ostspaniern spielte er zweimal im UEFA-Pokal und machte sich auch in der Champions-League-Saison 2005/06 einen Namen, als er mit seiner Mannschaft das Halbfinale erreichte.
Im Sommer 2007 verließ der ehemalige Kapitän Villarreals den Verein in Richtung Süden, um bei Recreativo Huelva zu unterschreiben. In den Jahren zuvor kam der Leistungsträger immer seltener zum Einsatz. Nachdem er in der Saison 2008/09 mit Recreativo als Tabellenletzter abgestiegen und nur im letzten Saisonspiel zum Einsatz gekommen war, beendete er seine Karriere.

## Sonstiges
Sein Vater Quique Costas war ebenfalls Fußballspieler. Dieser spielte unter anderem für Celta Vigo und den FC Barcelona. Als Coach trainierte er von 1989 bis 1996 Barcelona B, wo er auch seinen Sohn Quique Álvarez trainierte.